# Villanueva de Córdoba
Villanueva de Córdoba è un comune spagnolo di 9 800 abitanti situato nella comunità autonoma dell'Andalusia, nella provincia di Cordova. Fa parte della comarca di Los Pedroches.